# 스티브 로런스
스티브 로런스(Steve Lawrence, 1935년 7월 8일 ~ 2024년 3월 7일)는 미국의 가수이다. 고교 시절부터 노래를 잘 불렀으며, 피아노, 색소폰도 잘 다루어 사람들의 관심을 모았다. 1952년에 아서 고드프리의 CBS 탤런트 스카우트 쇼에서 우승한 뒤 16살 나이에 킹 레코드와 계약했다. 1954년부터 이디 고메이와 보컬 이중주 스티브 앤드 이디(Steve and Eydie)를 결성해 활동했으며 1957년에 고메이와 결혼하면서 부부 콤비 지위를 굳혔다. 베스트셀러인 《마이 네임》, 《매혹의 왈츠》 등의 음반이 있다.